# Evan Bayh
Birch Evans Bayh III (Shirkieville (Indiana), 26 december 1955) is een Amerikaans politicus van de Democratische Partij. Hij was onder meer gouverneur van de Amerikaanse staat Indiana (1989-1997) en senator namens diezelfde staat (1999-2011).

## Opleiding en begin carrière
Evan Bayh behaalde in 1978 een B.S. in bedrijfseconomie van de Universiteit van Indiana in Bloomington. In 1981 behaalde hij een graad in de rechtsgeleerdheid aan de Universiteit van Virginia. Hierna was hij voor een korte tijd klerk bij een federale rechtbank, en begon daarna een eigen advocatenpraktijk in Indianapolis.

## Gouverneur
Bayh werd in 1986 gekozen als Secretary of State van de staat Indiana. In 1988 werd hij gekozen als gouverneur van die staat. Hij werd in 1992 herkozen met het hoogste percentage stemmen in de geschiedenis van de staat. Zijn gouverneurschap wordt over algemeen als een succes beschouwd. De inkomsten van de staat stegen behoorlijk en dit maakte het mogelijk om de belastingen fors te verlagen.
Na Bayhs' tweede ambtstermijn als gouverneur stelde hij zich kandidaat voor de Senaat. Hij won met 64% van de stemmen, het hoogste aantal stemmen ooit behaald door een Democraat in de staat Indiana.

## Senator
In de Senaat heeft Bayh tegen de benoeming van personen op een aantal belangrijke posten gestemd. Onder hen waren Condoleezza Rice, Gale Norton, John Ashcroft, John Roberts en Samuel Alito. Ook op het Amerikaanse handelen in Irak werd Bayh steeds kritischer, hoewel hij in het begin achter de oorlog in Irak stond. In 2004 begon Bayh te vragen om het aftreden van minister van Defensie, Donald Rumsfeld, vanwege de fouten die hij zou hebben gemaakt. Op 20 januari 2006 kwam Bayh met een voorstel voor economische sancties tegen Iran wanneer dat land door zou gaan met haar nucleaire programma.
In 2010 stelde Bayh zich niet langer verkiesbaar voor de Senaat. Hij trad af op 3 januari 2011.

## Mogelijke (vice-)presidentskandidaat
In 2000 liet president Bill Clinton zich ontvallen dat hij hoopte dat hij op een dag zou mogen stemmen op Evan Bayh als president van de Verenigde Staten. In 2000 en 2004 werd hij beide keren gezien als een mogelijke running mate voor de Democratische genomineerden Al Gore en John Kerry.
Eind 2006 werd bekend dat hij een comité aan het vormen was die onderzoek zou doen naar een mogelijke kandidaatstelling voor het presidentschap. Bayh kondigde op 15 december van dat jaar aan dat hij zich niet kandidaat zou stellen, iets dat als een verrassing kwam voor velen. In 2008 was er speculatie dat Bayh de running mate van Obama zou worden. Deze positie ging echter naar Joe Biden.

## Persoonlijk
Evan Bayhs' vader, Birch Bayh, was ook senator. Hij deed in 1976 een gooi naar de Democratische nominatie voor het presidentschap, maar verloor van de latere president Jimmy Carter.
Samen met zijn vrouw Susan Breshears, een professor in de rechten, heeft Evan Bayh twee kinderen.

## Trivia
- Bayh was in 1996 gevraagd om op de toespraak te houden om de Democratische Nationale Conventie, waarin de toon zou worden gezet voor een beeld van een moderne Democratische Partij.
- In 1999 nam Bayh deel aan een conferentie van de Bilderberg Groep in Portugal.
- In 2003 verscheen een autobiografie van Bayh, getiteld From Father to Son: A Private Life in the Public Eye.

- Gemeinsame Normdatei: 1186009683
- International Standard Name Identifier: 0000 0000 3974 0154
- Library of Congress Control Number: n93014929
- National Archives and Records Administration: 10573371
- Nationale Bibliotheek van Israël: 987007362730705171
- SNAC: w6m077wm
- Biographical Directory of the United States Congress: B001233
- Virtual International Authority File: 1677064
- WorldCat: E39PBJqk8Qw6DFHRP4DWRcQ6rq